# راه قشری-پیازی
راه قشری‌پیازی (به انگلیسی: Corticobulbar tract) یا قشری بصل النخاعی، بخشی از دستگاه هرمی است که تحت عنوان الیاف زانویی از کپسول داخلی عبور کرده، وارد هسته‌های حرکتی اعصاب مغزی در ساقه مغز می‌شوند و از این طریق با نورون حرکتی تحتانی در هسته‌های مغزی ارتباط برقرار می‌کنند.این راه همانند راه قشری نخاعی(که راه هرمی خوانده می‌شود)جزو نورون حرکتی فوقانی هستند.

## منشاء و مسیر راه قشری بصل النخاعی
فیبرهای راه قشری پیازی از جنس همان راه هرمی(راه قشری نخاعی)هستند ولی برخلاف راه هرمی که مسیر اصلی آن به سمت نخاع است، فیبرهای راه قشری پیازی که به نام راه قشری هسته‌ای نیز خوانده می‌شوند، به هسته‌های حرکتی اعصاب مغزی در ساقه مغز می‌روند.الیاف هرمی که از قشر مغز مبدأ می‌گیرند، به هم نزدیک و فشرده شده و کپسول داخلی را به وجود می‌آورند.فیبرهای راه قشری پیازی از زانوی کپسول داخلی عبور می‌کنند و به تدریج وارد هسته‌های حرکتی اعصاب مغزی می‌شوند.فیبرهای راه هرمی از قسمت پشتی(خلفی)کپسول داخلی عبور کرده که در نهایت به نخاع ختم می‌شوند.
نکته‌ای که باید در ارتباط با فیبرهای راه قشری پیازی توجه کرد این است که این فیبرها هنگامی که از بخش‌های ساقه مغز(مغز میانی پل مغزی و پیاز نخاع)عبور می‌کنند به تدریج از ردیف الیاف هرمی خارج شده و اکثراً پس از تقاطع در خط وسط به هسته‌های حرکتی اعصاب مغزی رفته و سرانجام با نورون‌های حرکتی تحتانی اعصاب مغزی مربوطه ارتباط می‌یابند.